# Josip Zovko
Josip Zovko   (Split, 4 de juny de 1970 - Grudsko Vrilo, 3 d'abril de 2019) fou un actor i director de cinema, televisió i teatre croat.

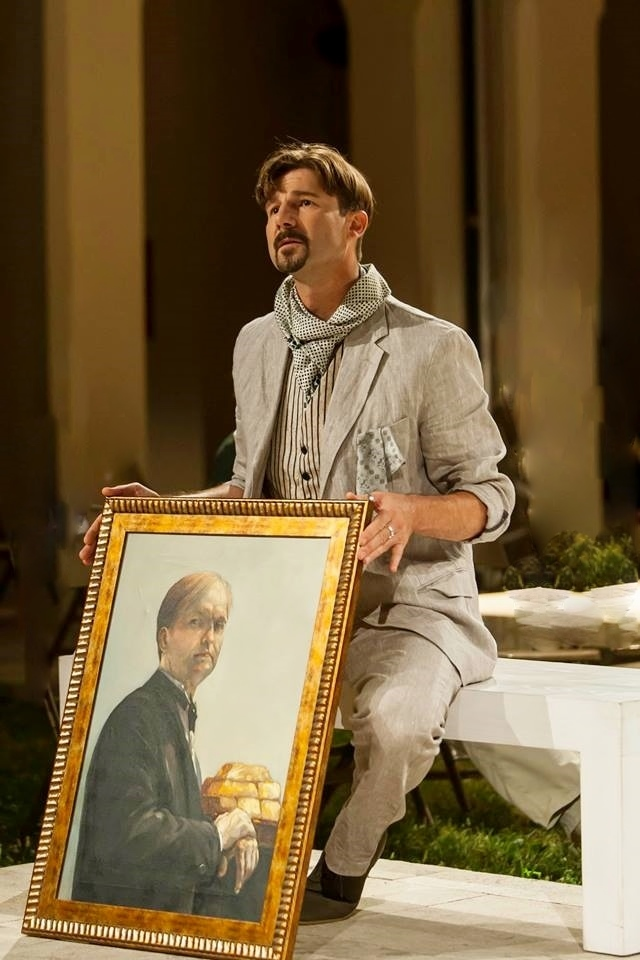
Josip Zovko Foto: Matko Biljak

Va interpretar nombrosos papers en el Teatre Nacional de Croàcia a Split. Va morir en un accident automobilístic a Grudski Vril, a Bòsnia i Hercegovina.